# Albendazol
Albendazol je benzimidazol širokog spektra antihelmintskim dejstvom. On je strukturno srodan sa mebendazolom.

## Spoljašnje veze
|  | Molimo Vas, obratite pažnju na važno upozorenje u vezi sa temama iz oblasti medicine (zdravlja). |